# Paternkofel
Der Paternkofel (Betonung auf der zweiten Silbe, also Patèrn; italienisch Paterno oder Monte Paterno) ist ein 2744 m hoher Berg in den Sextner Dolomiten an der Grenze zwischen Südtirol und der Provinz Belluno in Italien. Die Südtiroler Anteile sind im Naturpark Drei Zinnen unter Schutz gestellt.
Die Erstersteigung erfolgte am 11. September 1882 durch Franz Innerkofler und Erich Künigl aus der Gamsscharte (2650 m).
Der Nordnordwestgrat des Paternkofels wurde 1886 von den Führern S. und C. Innerkofler mit E. Biendl erstbegangen.
Im Ersten Weltkrieg war er zwischen Österreichern und Italienern heftig umkämpft, wovon noch heute Stellungen und Steiganlagen zeugen (siehe dazu auch den Artikel Gebirgskrieg 1915–1918). Am 4. Juli 1915 kam der bekannte Sextener Dolomitenkletterer und Bergführer Sepp Innerkofler beim Versuch, den Berg von den italienischen Alpini zu erobern, in unmittelbarer Gipfelnähe ums Leben.
Der Paternkofel liegt in direkter Nachbarschaft zu den berühmten Drei Zinnen, getrennt durch den Paternsattel. Der Paternkofel kann auf einer lohnenden und vielbegangenen Tour vom Rifugio Lavaredo (2344 m) über den Paternsattel (2454 m) zur Dreizinnenhütte (2405 m) und wieder zurück über das Büllelejoch (2528 m) umrundet werden. Für trittsichere und schwindelfreie Bergsteiger mit etwas Kletterkönnen gibt es die Möglichkeit, den Paternkofel durch Tunnel, über eine Hängebrücke oder über Eisenleitern auf den alten, 1974/75 wieder instandgesetzten Steiganlagen aus dem Ersten Weltkrieg zu erreichen. Die einfacheren, jedoch nicht leichten Anstiege vereinen sich auf dem Gamsjoch, von wo der zu Ehren Sepp Innerkoflers und seines Kontrahenten Piero de Luca benannte Innerkofler-De-Luca-Klettersteig (Schwierigkeit: B/C) über eine kurze steile Wandstufe und anschließendes Gehgelände weiter zum Gipfel führt.
Am Paternkofel wurden 1982 einige Szenen des britischen Fantasyfilms Krull gedreht.

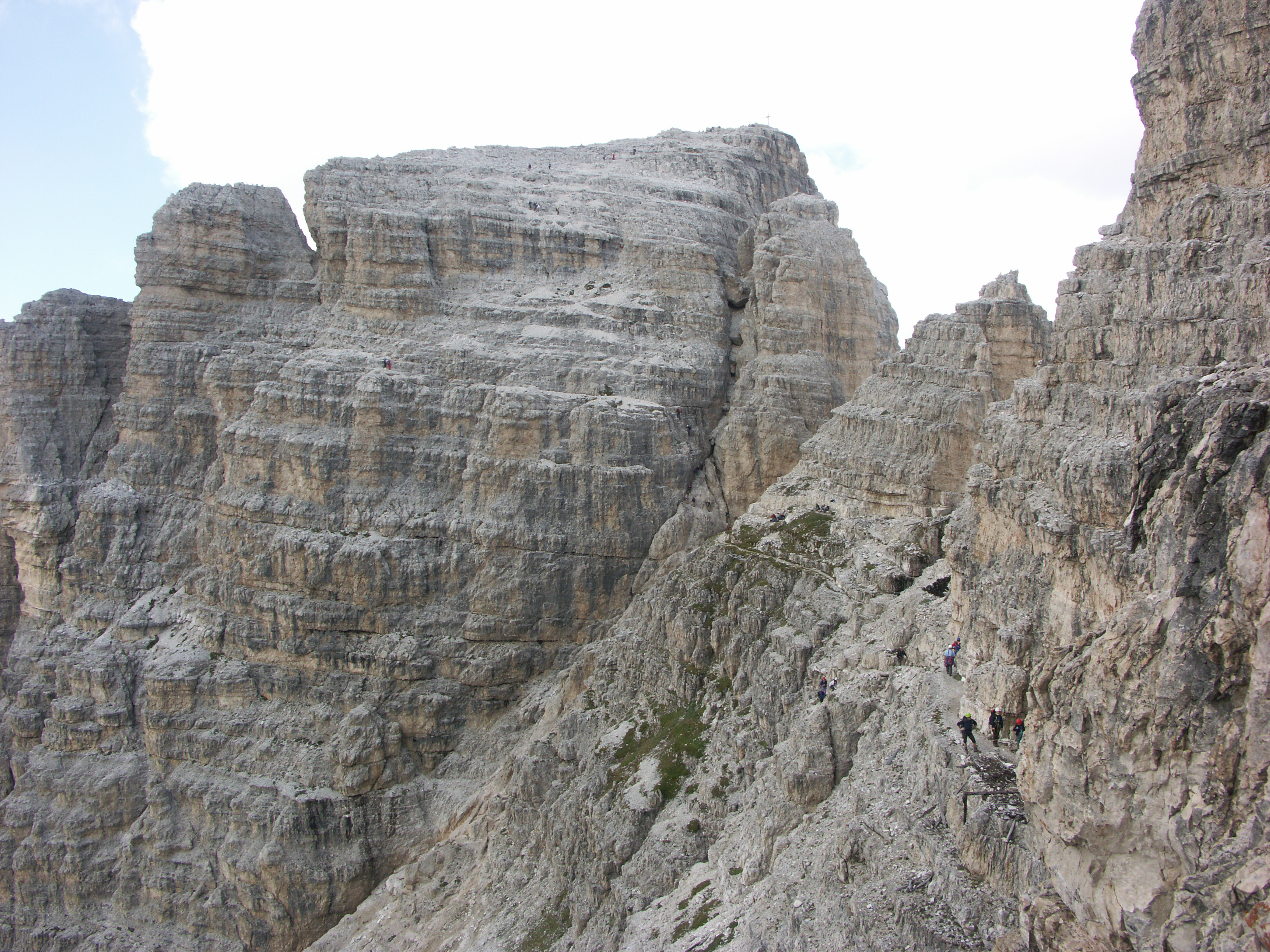
Gipfelaufbau des Paternkofels
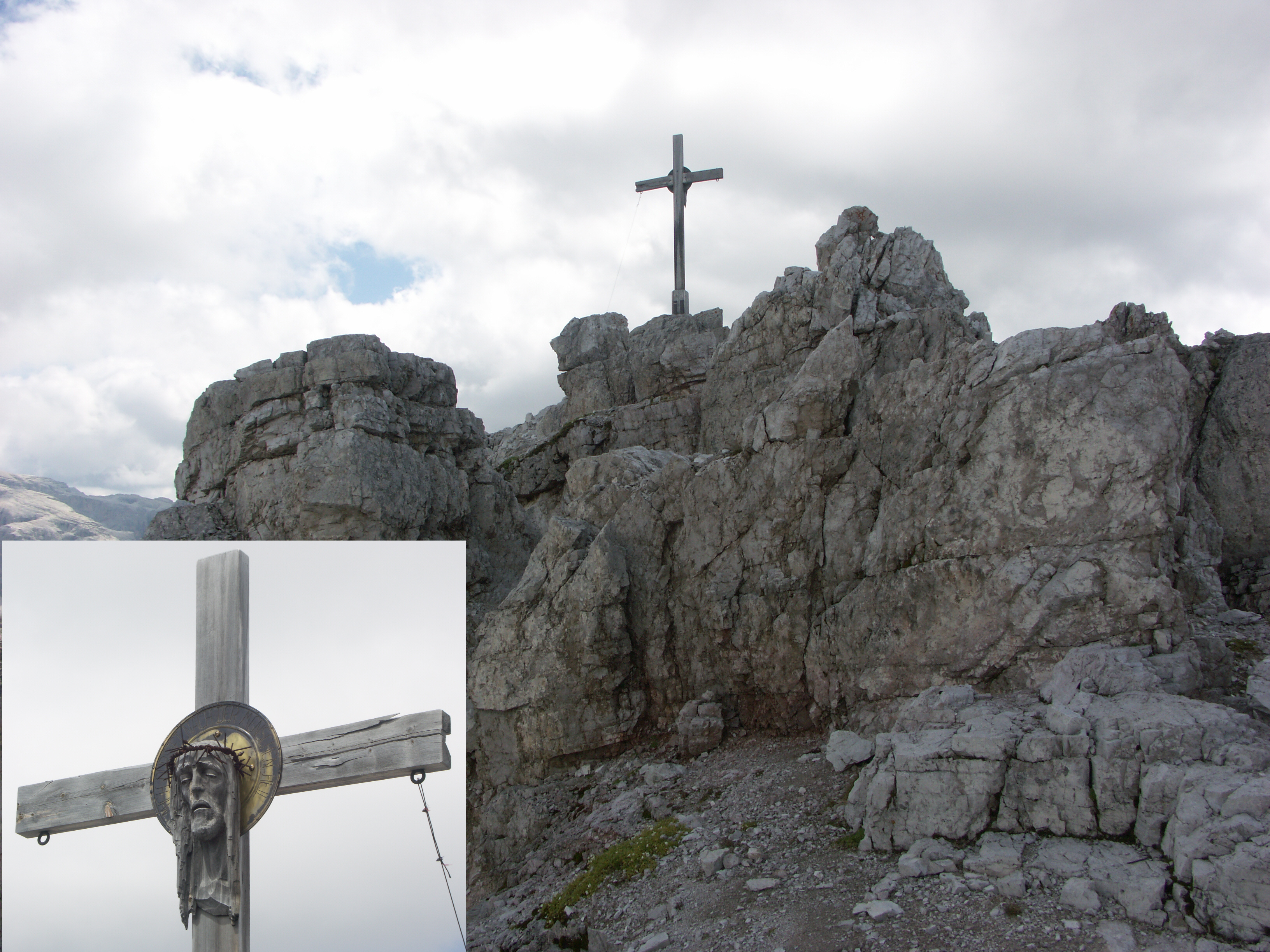
Gipfelkreuz des Paternkofels
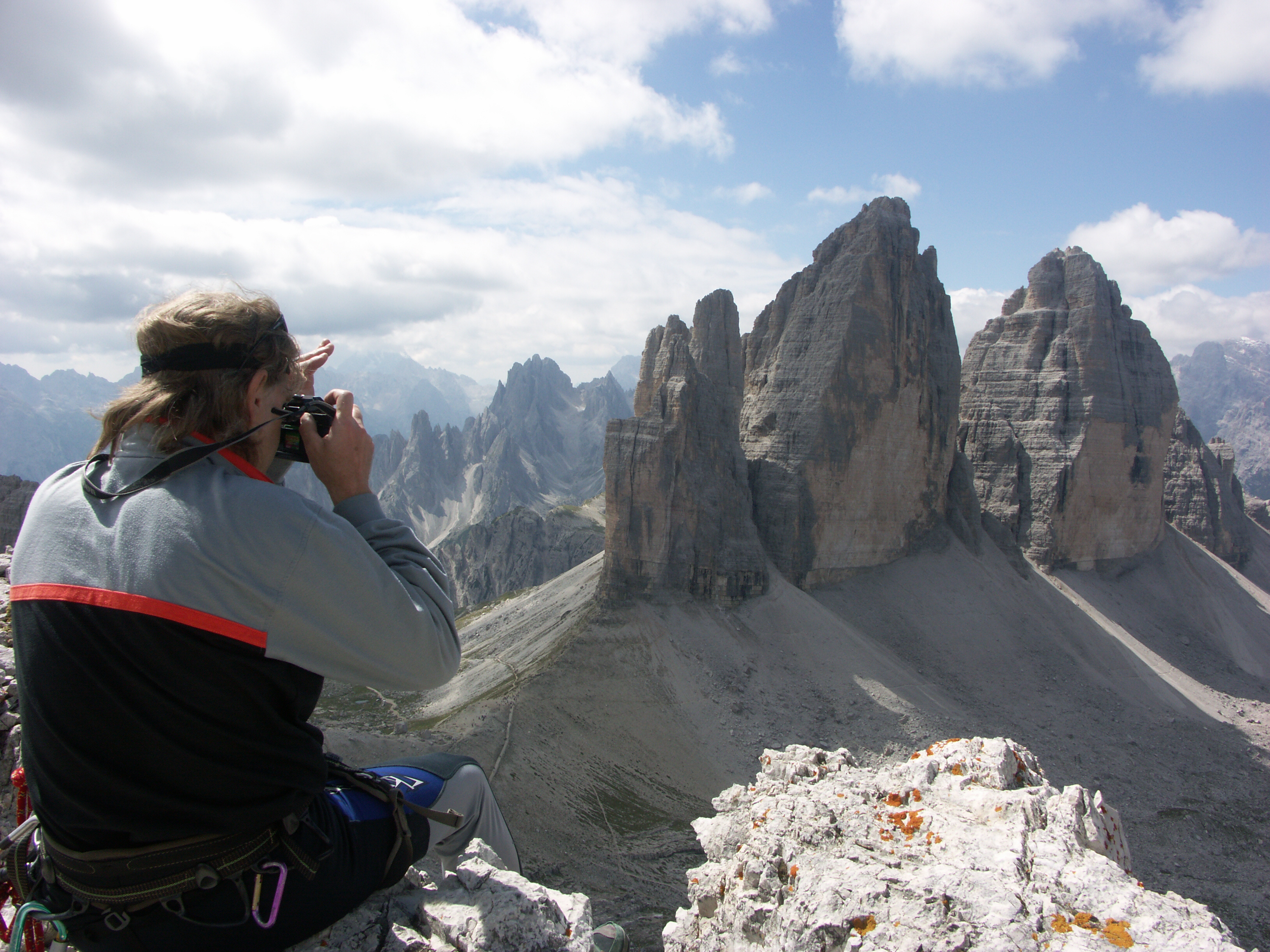
Blick vom Gipfel des Paternkofels auf die Nordwände der Drei Zinnen
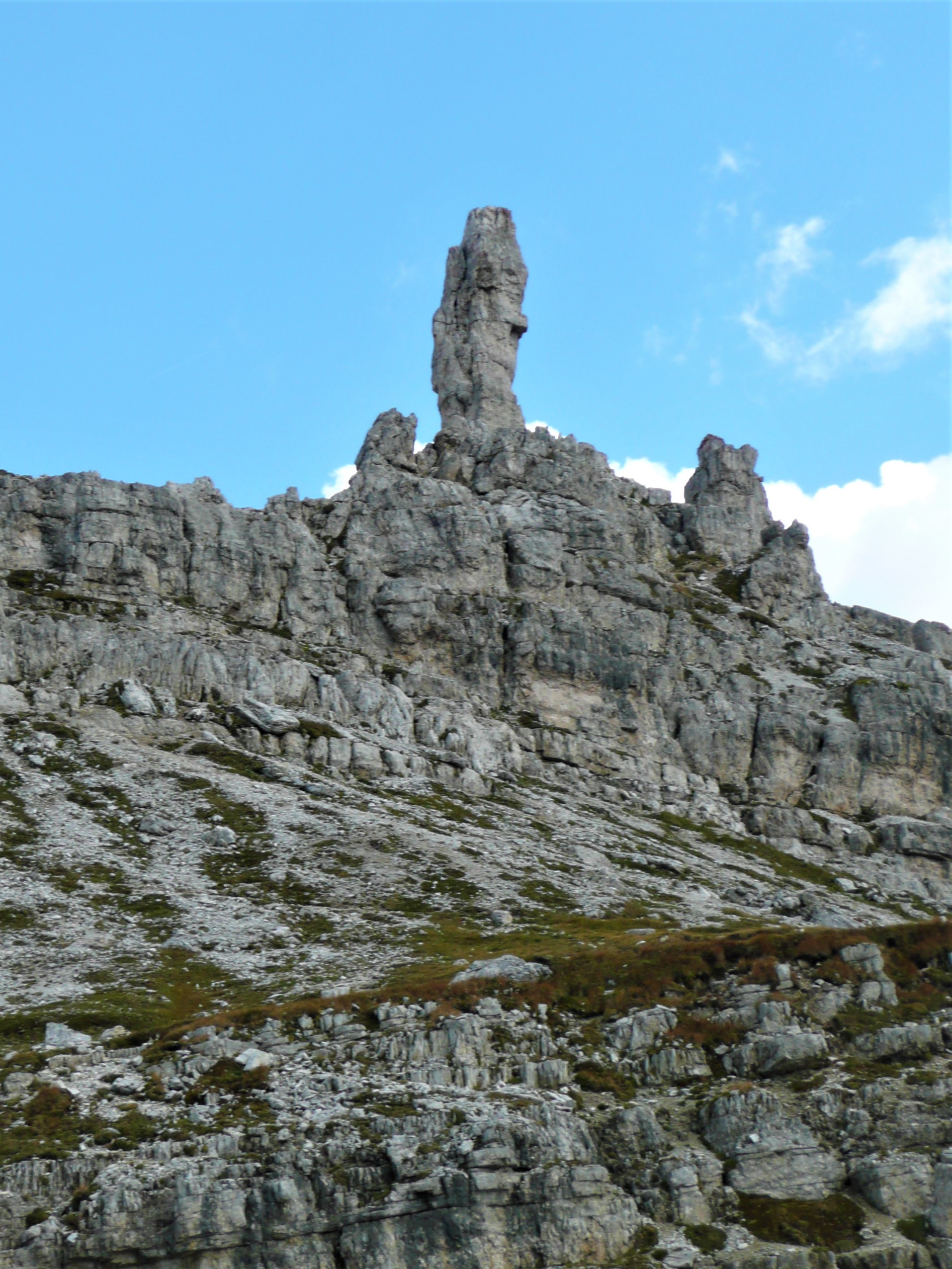
Frankfurther Würstl, markanter Klettergipfel neben dem Paternkofel